# ドゥルガー
ドゥルガー（サンスクリット語: दुर्गा, Durgā）は、ヒンドゥー教の女神である。その名は「近づき難い者」を意味する。デーヴァ神族の要請によってアスラ神族と戦った。シヴァ神の神妃とされ、パールヴァティーと同一視された。

## 容姿
外見は優美で美しいが、実際は恐るべき戦いの女神である。3つの目を持っており、額の中央に1つの目がある。10本あるいは18本の腕にそれぞれ神授の武器を持つ。虎もしくはライオンに乗る姿で描かれる。

## 神話
神話によると、アスラ神族の王マヒシャがアスラの軍勢を率いて天界を攻め、天界に住んでいたデーヴァ神族の神々を追放してしまった。敗れたデーヴァ神族はシヴァとヴィシュヌに助けを求め、それを聞いたシヴァとヴィシュヌは怒り、光を発した。他の神々も光を発し、光が一つに集まり狂暴な女神チャンディー（ドゥルガーの別名）が生まれた。チャンディーはアスラ神族討伐のためデーヴァ神族から以下のものを授かった。
| 授かったもの                       | 与えた神                         |
| ---------------------------------- | -------------------------------- |
| 三叉戟（トリシューラ）             | シヴァ                           |
| 円盤（チャクラム）                 | クリシュナ（ヴィシュヌ）         |
| 法螺貝                             | ヴァルナ                         |
| 槍                                 | アグニ                           |
| 弓と矢筒                           | ヴァーユ                         |
| 雷と鈴                             | インドラ                         |
| 死の杖                             | ヤマ                             |
| 羂索（けんさく）                   | ヴァルナ                         |
| 数珠                               | 生類の主                         |
| 水瓶                               | ブラフマー                       |
| 全ての毛穴に光線                   | スーリヤ（太陽神）               |
| 剣と盾                             | 死神                             |
| 衣と装飾品                         | 乳海                             |
| 斧と様々な武器と鎧                 | ヴィシュヴァカルマン             |
| 蓮華の花輪                         | 海                               |
| ドゥン（虎もしくはライオン）と宝石 | ヒマヴァット（ヒマラヤ山脈の神） |
| 酒杯                               | クベーラ（富の王）               |
| 蛇族の首飾り                       | ナーガ（蛇の王）                 |

チャンディーはアスラ神族の軍勢を次々と殲滅し、最後に水牛の姿をしたマヒシャを討ち取った。ドゥルガーがシヴァ神の三叉戟でマヒシャにとどめをさす図マヒシャースラマルディニーはこの話に由来する。これらの神話はヒンドゥー教の聖典マールカンデーヤ・プラーナの一部、デーヴィー・マーハートミャ（女神の栄光）に綴られている。
シュムバ、ニシュムバとの戦いでは、怒りがドゥルガーの額を黒く染め、そこから恐ろしい形相を持つ黒い女神カーリーを生み出した。この女神はドゥルガー以上に純粋に戦闘を楽しむ破壊の女神とされる。さらにドゥルガーは逆立った髪から7人（あるいは8人）の戦いの女神・マトリカスを生み出している。

## 名称
ドゥルガーという名称は、アスラのドゥルガ(Durga)を大戦争の末に滅ぼした時、記念としてそのアスラの名を自らの名前にしたのだという。また、チャンダとムンダというアスラ神族を倒したことからチャームンダーとも呼ばれる。9つの化身を持つドゥルガーの別名はナヴァドゥルガー（「ドゥルガー女神の9つの御姿」の意）であり、インド全国で行われているナヴァラートリー（ナヴラトリ）というヒンドゥー教の女神に祈りを捧げる祭りの中で、ドゥルガーが9つの御姿でアスラ神族と戦い勝利したことも祝われている。また、カーララートリとも同一視される。また、ヴィカラーラー（Vikarālā、「恐るべき者」の意）という別名もある。
仏教においては准胝観音になったという説もある。突伽天女、突伽天神、塞天女とも呼ばれ、玄奘三蔵の伝記『大慈恩寺三蔵法師伝（慈恩伝）』では突伽という表記で登場する。上記のチャームンダーを音写した遮文荼（しゃもんだ）という名前で七母天の一尊に数えられ焔摩天の眷属にもなっている。

## 信仰
10月ごろに行われるドゥルガー・プージャーはドゥルガーを祝う祭であり、とりわけベンガル地方では盛大に執り行われている。
ドゥルガーは元々、インド半島部のデカン高原に住むインド先住民であるデカンの民に崇拝されていた神であったとされている。デカン高原カルナータカ州バーダーミのアイホーレ村の遺跡には、7世紀後期のドゥルガー寺院があり、見事な彫刻が残されている。

## ドゥルガーを扱った画像

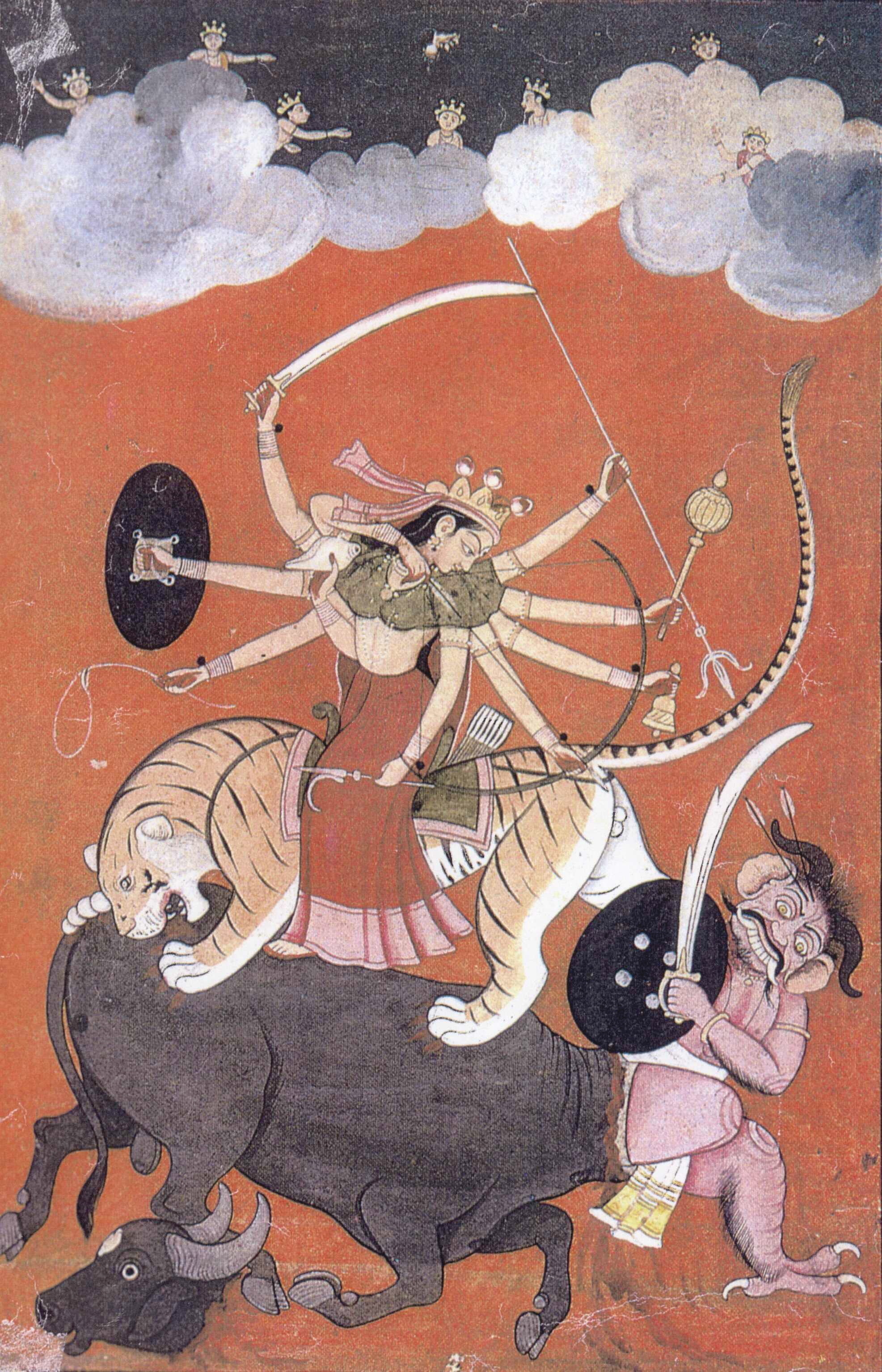
マヒシャースラと戦うドゥルガー（18世紀初頭画）
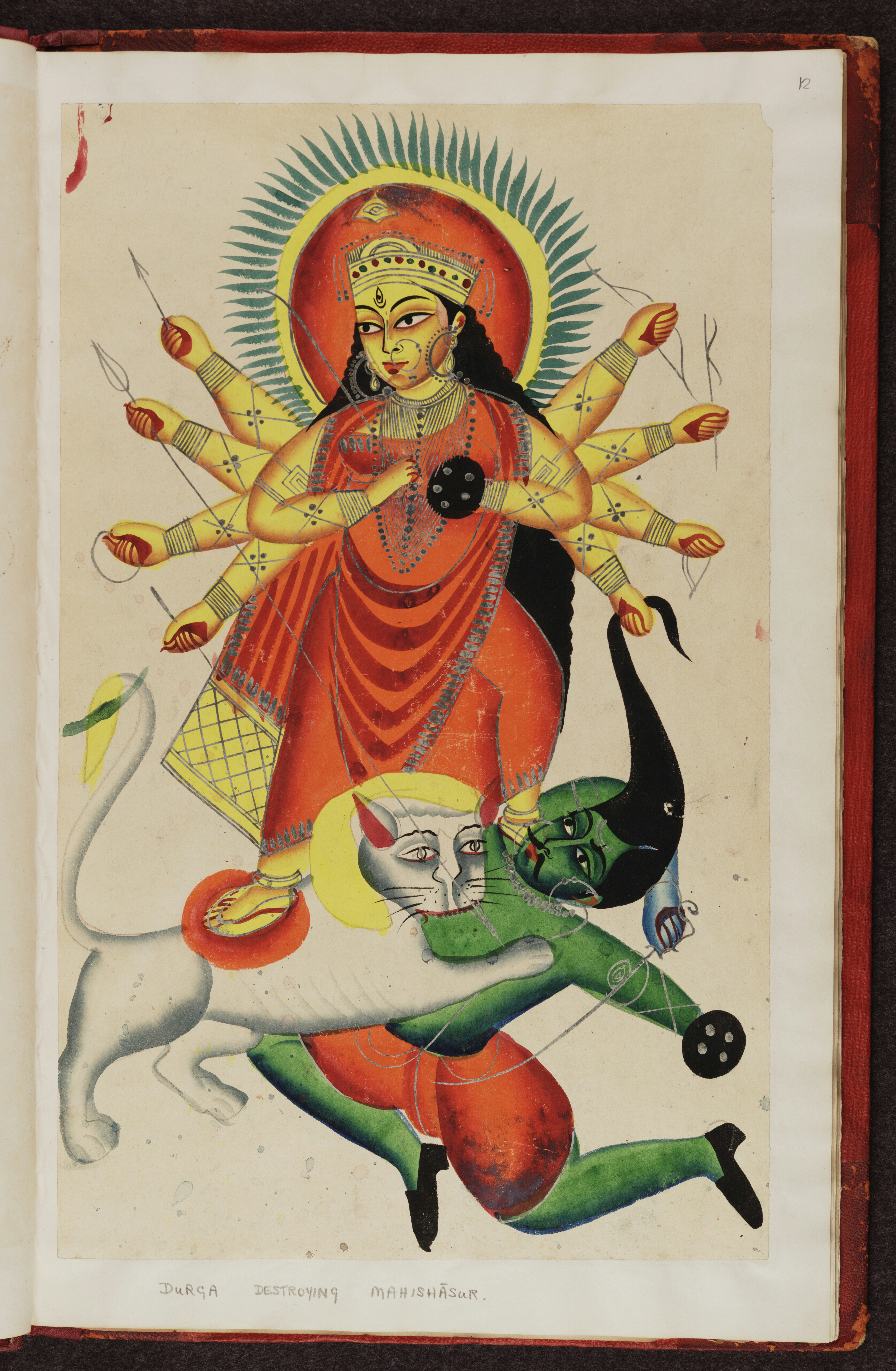
ライオンの上のドゥルガー（1875年画）
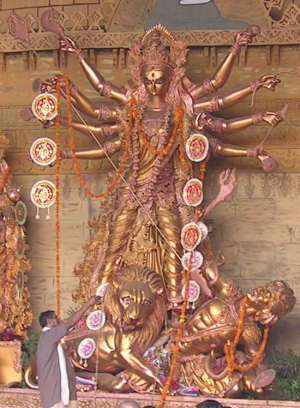
黄金の彫像（デリー）
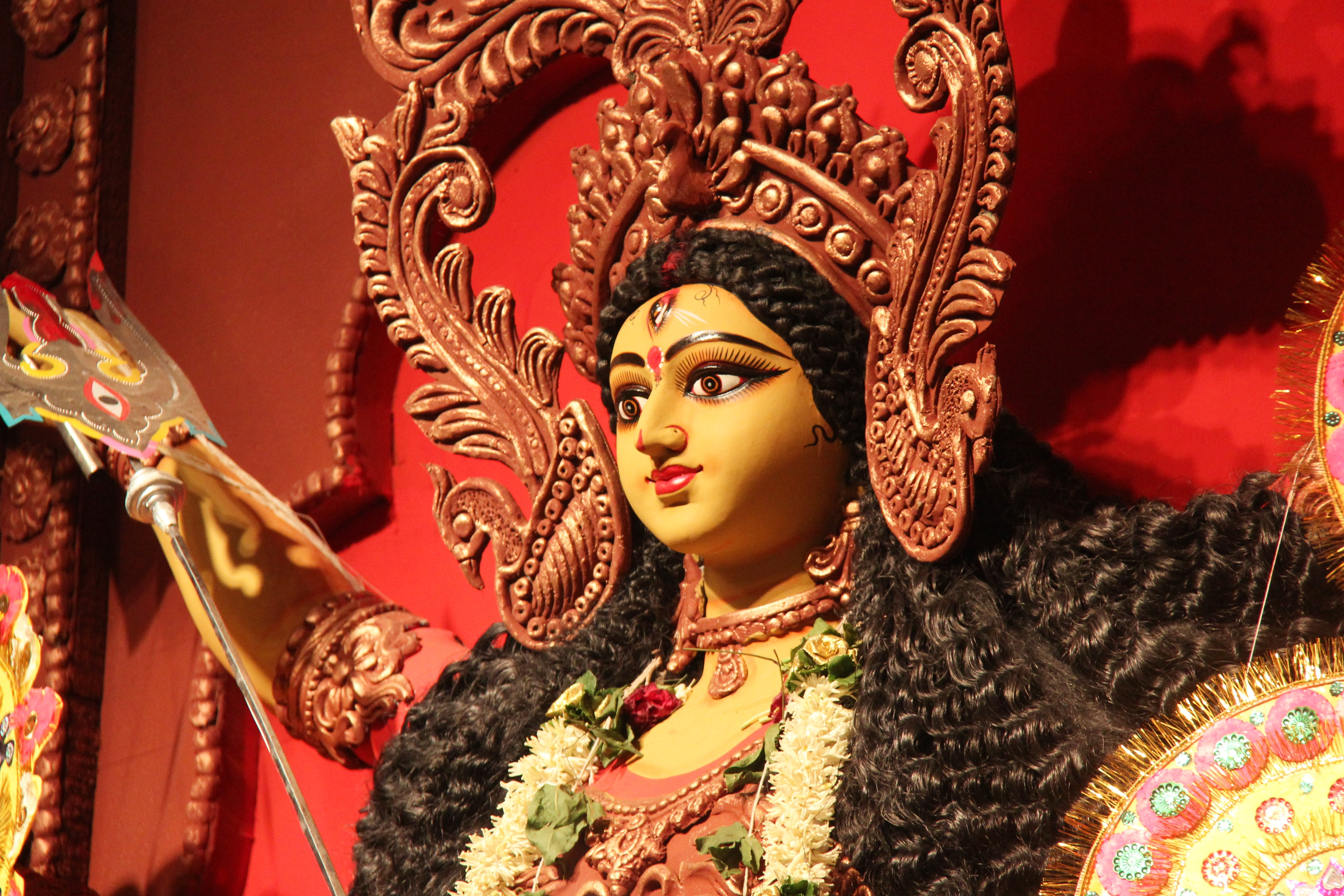
ドゥルガーの偶像（ムンバイ）
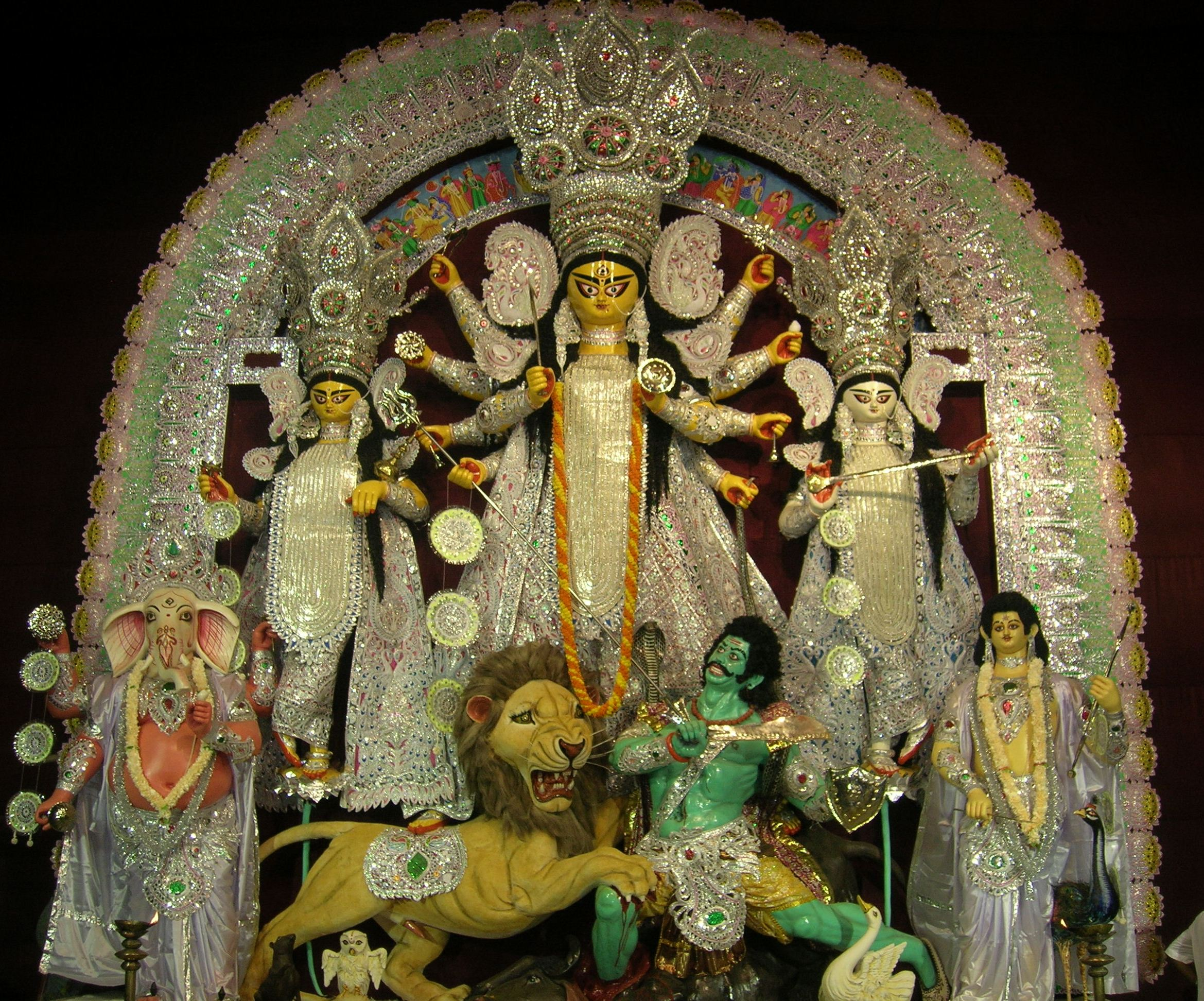
伝統的なドゥルガーの偶像（コルカタ）
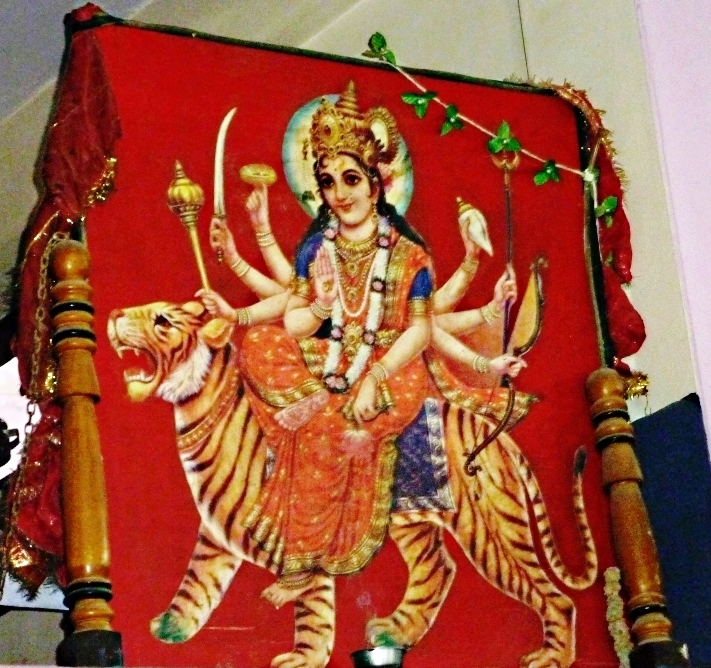
小さなお寺の絵（ヒマーチャル・プラデーシュ州）